# به‌سوی طبیعت وحشی
به‌سوی طبیعت وحشی (Into the Wild) فیلمی در ژانر درام زندگی‌نامه‌ای به کارگردانی شان پن در سال ۲۰۰۷ می‌باشد. این فیلم با اقتباس از کتابی به همین نام اثر جان کراکائر (Jon Krakauer) در سال ۱۹۹۶ و بر مبنای سفرهای کریستوفر مک‌کندلس (Christopher McCandless) در آمریکای شمالی و زندگی او در طبیعت وحشی آلاسکا در اوایل دهه ۹۰ میلادی ساخته شده است.
این فیلم در هشتادمین دوره جوایز اسکار نامزد بهترین نقش مکمل و بهترین تدوین شده بود.